# Spasoje Bulajič
Spasoje Bulajič (ur. 24 listopada 1975 w Slovenj Gradcu) – słoweński piłkarz grający na pozycji obrońcy.
Był piłkarzem następujących klubów: NK Rudar Velenje (1992–1994), NK Celje (1994–1996 i 2008–2009), Olimpija Lublana (wypożyczenie, 1995), NK Maribor (1996–1998), 1. FC Köln (1998–2002), 1. FSV Mainz 05 (2002–2004), ND Mura 05 (2004–2005), AEL Limassol (2005–2007), AEP Pafos (2008). Trzykrotnie zdobył mistrzostwo Słowenii: raz z Olimpiją Lublana (1995) i dwukrotnie z Mariborem (1997, 1998). Z Mariborem wygrał także puchar kraju w 1997 roku.
Wraz z reprezentacją Słowenii wystąpił na Mistrzostwach Europy w Piłce Nożnej 2000 i Mistrzostwach Świata w Piłce Nożnej 2002. Zadebiutował w niej 25 marca 1998 w przegranym 0:2 meczu z Polską. Na Euro 2000 pełnił rolę rezerwowego i nie zagrał w żadnym meczu, natomiast na mistrzostwach świata zagrał w 2 meczach fazy grupowej: z Południową Afryką (0:1) i Paragwajem (1:3). Ostatni raz w reprezentacji zagrał 28 kwietnia 2004 w przegranym 1:2 towarzyskim meczu ze Szwajcarią.